# کاپیتان محتاط
کاپیتان محتاط (انگلیسی: Captain Caution) یک فیلم ماجراجویی آمریکایی محصول سال ۱۹۴۰ به کارگردانی ریچارد والاس است.